# Keine Gnade für Ulzana
Keine Gnade für Ulzana (Originaltitel: Ulzana’s Raid) ist ein US-amerikanischer Western des Regisseurs Robert Aldrich aus dem Jahr 1972. Deutschland-Premiere war am 16. März 1973 in der von Burt Lancaster erstellten europäischen Fassung, die 101 Minuten läuft. In den USA lief der Film dagegen in der von Robert Aldrich autorisierten Fassung mit einer Länge von 103 Minuten, dieselbe Fassung, die auch allen DVDs zugrunde liegt. Trotz ähnlicher Laufzeit enthielten beide Fassungen verschiedene Szenen, die nur jeweils in einer der beiden Versionen auftauchten. Der Westdeutsche Rundfunk strahlte am 7. September 1986 eine rekonstruierte (jedoch unautorisierte) Fassung aus (FSK für diese Fassung: ab 16), die alle Szenen aus den beiden Fassungen zusammenfügte und etwa 111 Minuten dauert.

## Handlung
Der Apache Ulzana vom Stamm der Chiricahua kann mit sieben Stammeskriegern sein Reservat in San Carlos verlassen. Mordend und plündernd vergelten die Indianer an den Siedlern in der Umgegend, was ihnen im Reservat angetan wurde. In Fort Lowell wird der unerfahrene Lieutenant De Buin beauftragt, mit einer Kavallerieeinheit die Apachen zu verfolgen und zu fangen. Ihm zur Seite stehen zwei Kundschafter: der erfahrene Scout McIntosh und der junge Apache Ke-Ni-Tay.
Auf ihrer Suche nach der entkommenen Gruppe finden die Soldaten eine Spur der Verwüstung vor. Farmen wurden zerstört, Siedler grausam getötet, Frauen vergewaltigt. Die beiden Scouts versuchen sich in die Gedankengänge von Ulzana hineinzuversetzen, um seinen nächsten Schritt vorauszusagen. De Buin soll damit auch vor überstürzten Aktionen zurückgehalten werden.
McIntosh tötet auf einem Erkundungsritt Ulzanas Sohn. Damit zieht er die Rachsucht des Indianers auf sich. Mit einer Eskorte will der alte Scout Ulzana ablenken und in einen Hinterhalt locken. Der Plan misslingt, es kommt zu einem schrecklichen Blutbad.

## Kritiken
„Aldrich ergreift nicht Partei, er sagt nicht, die Weißen sind gut und die Indianer böse, er sagt auch nicht, es gibt auf beiden Seiten Böse. Er sagt, alle sind böse, alle Menschen sind grausam und gewalttätig. Die einzige Hoffnung ist, dass es immer wieder ein paar Leute gibt, die zum ersten Mal in diesem Leben diese Erfahrung machen und trotzdem nicht resignieren, die den Versuch machen, mit den geringen Möglichkeiten, die ihr Gehirn bietet, das, was passiert, zu verstehen. Einer von ihnen ist der junge Offizier in diesem Film.“

„Western mit ruhigem Tempo und verhaltener Spannung. Eine vom WDR rekonstruierte Version nähert sich der Fassung, die Robert Aldrich intendierte, an; sie lässt die Differenzierung und kritischen Verweise deutlicher als die deutsche Kinofassung von 1973 zutage treten und wirft einen vorurteilsfreien Blick auf die Verfehlungen und das Fehlverhalten beider Seiten. Der Film versteht sich auch als Kritik an der ‚zivilisierten‘ amerikanischen Gesellschaft (nach dem Vietnam-Krieg), am Militarismus und an der Zerstörung von Kulturen durch Unverständnis und Borniertheit.“

„Aldrichs immer noch brillante Ästhetik der Gewalt verkommt hier zur zynisch-unreflektierten und barbarischen Verteufelung einer ethnologischen Minderheit.“

„20 Jahre nach seinem ersten Western, Apache, kehrt Robert Aldrich zu den Apachen zurück und sieht sich nicht mehr in der Lage, die Sache des roten Mannes mit dem Idealismus zu sehen, der diesen frühen Film getragen hatte: ist der idealistische junge Lieutenant in Ulzana’s Raid ein Ebenbild des frühen Aldrich, so spiegelt die Figur des alten McIntosh die desillusionierte, zynische Haltung des späten Aldrich wider, der genug vom Heroismus der Barbarei erlebt hat, um noch Unterschiede zu machen oder sich mit Konflikten zu beladen.“

„20 Jahre nach ‚Massai‘ präsentiert Regisseur Robert Aldrich die Indianer wieder als stolzes Volk. Fazit: Bei aller Brutalität: bestechend intelligent“

„Von der thematischen Radikalität her ist dieser Hollywood-Western ein Meilenstein. Niemals zuvor, niemals danach reflektierte ein Film – mit den Mitteln des Unterhaltungskinos – so präzise und schonungslos das Verhältnis zwischen eingeborener und ‚weißer‘ Gewalt.“

„[V]erkannte[s] Meisterwerk […] [und] kritische Vietnamparabel[], […] antirassistisch[] [und] […] radikal[].“

## Hintergrund
- Gedreht wurde in Arizona und Nevada.
- Das Budget war vergleichsweise niedrig und belief sich auf 1,2 Millionen US-Dollar.
- Oscar-Preisträger Burt Lancaster (1961 als bester Hauptdarsteller in Elmer Gantry geehrt) betätigte sich bei diesem Film als ungenannter Mit-Produzent.
- Als Kavallerist ist der später zweimal Oscar-nominierte Richard Farnsworth zu sehen.
- Kameramann des Films war Joseph F. Biroc, der 1975 einen Oscar für Flammendes Inferno gewann.

## Historische Hintergründe
- Die im Film genannte Apache-Reservation San Carlos existierte tatsächlich.
- Die Chiricahua-Apachen waren für ihre auch im Film dargestellte Guerilla-Taktik bekannt und gefürchtet.
- Der gezeigte Feldzug Ulzanas mit 10 Apachenkriegern hat tatsächlich stattgefunden (1885), in erster Linie, weil Ulzana seine von der US-Armee entführte Frau befreien wollte. Ulzana kehrte nach mehreren Monaten unverrichteter Dinge in die sog. "Apachenfestung" nach Mexiko zurück und ergab sich zusammen mit Geronimo 1886. Geronimo floh noch einmal, wogegen Ulzana mit dem Rest der in San Carlos lebenden Chiricahuas nach Florida verbannt wurde. Auf ihrem Feldzug tötete die Gruppe damals Dutzende Siedler und wurde von über 1000 Soldaten vergeblich gejagt.